# Kopanina (Nový Kostel)
Kopanina (do roku 1948 Frauenreuth) je malá vesnice, část obce Nový Kostel v okrese Cheb v Karlovarském kraji. Nachází se asi tři kilometry jihovýchodně od Nového Kostela. Prochází zde silnice II/212. Je zde evidováno 33 adres. V roce 2011 zde trvale žilo 59 obyvatel.
Kopanina je také název katastrálního území o rozloze 9,02 km². Kopanina leží i v katastrálním území Bor u Kopaniny o rozloze 2,96 km².

## Historie
První písemná zmínka o vesnici pochází z roku 1265. Vesnice vznikla během německé kolonizace v té době neobydleného podhůří Krušných hor. Zdejší faru získala chebská komenda německých rytířů. Ve 14. století byla ves rozdělena mezi cisterciácký klášter ve Waldassenu a křížovnickou komendu v Chebu. V roce 1429 byla vesnice zničena husity, ale později byla obnovena.
Od 15. století se majitelé střídali až do 17. století, kdy ves získalo město Cheb. V majetku Chebu zůstala Kopanina až do zániku patrimoniální správy. Po druhé světové válce a odsunu německého obyvatelstva byla ves vysídlena a následně postižena demolicemi. Většina hospodářských usedlostí byla zbořena. Přes tyto ztráty představuje Kopanina poměrně významný celek lidové architektury Chebska.

## Přírodní poměry
Kopanina leží na vyvýšeném rozhraní Chebské pánve s geomorfologickým okrskem Krajkovská pahorkatina, jihozápadní části Krušných hor. Vesnicí protéká Kopaninský potok, přítok říčky Plesná.
Při silnici do Nového Kostela vyvěrá v těsné blízkosti levého břehu Svažeckého potoka volně přístupný minerální pramen Kopaninská kyselka, kde v okolí pramene probublává CO2.
U severního okraje vesnice roste dvojice památných stromů Buky v Kopanině.

## Obyvatelstvo
| Rok                                                     | 1869 | 1880 | 1890 | 1900 | 1910 | 1921 | 1930 | 1950 | 1961 | 1970 | 1980 | 1991 | 2001 | 2011 | 2021 |
| ------------------------------------------------------- | ---- | ---- | ---- | ---- | ---- | ---- | ---- | ---- | ---- | ---- | ---- | ---- | ---- | ---- | ---- |
| Počet obyvatel                                          | 583  | 585  | 511  | 467  | 475  | 456  | 472  | 155  | 133  | 119  | 88   | 54   | 72   | 59   | 44   |
| Počet domů                                              | 77   | 81   | 83   | 83   | 83   | 84   | 83   | 91   | 42   | 28   | 22   | 25   | 25   | 29   | 29   |
| Do počtu domů v roce 1961 jsou zahrnuty i domy v Mlýnku |      |      |      |      |      |      |      |      |      |      |      |      |      |      |      |

## Obecní správa
Při sčítání lidu v letech 1850–1975 Kopanina byla samostatnou obcí v okrese Cheb. Od 1. ledna 1976 je částí obce Nový Kostel v okrese Cheb. V letech 1850–1879 k obci patřila Hluboká, v letech 1850–1879 a od 1. ledna 1974 do 31. prosince 1975 Horka a v letech 1850–1975 také Mlýnek.

## Pamětihodnosti
- Kostel svatého Jiří a svatého Jiljí (kulturní památka)
- Věžová sýpka u hotelu „U Špejcharu“, přenesená od usedlosti čp. 16 (kulturní památka)
- Smírčí kříž (kulturní památka)
- Památník obětem 1. světové války
- Fara čp. 25
- Památné stromy Buky v Kopanině

## Fotogalerie

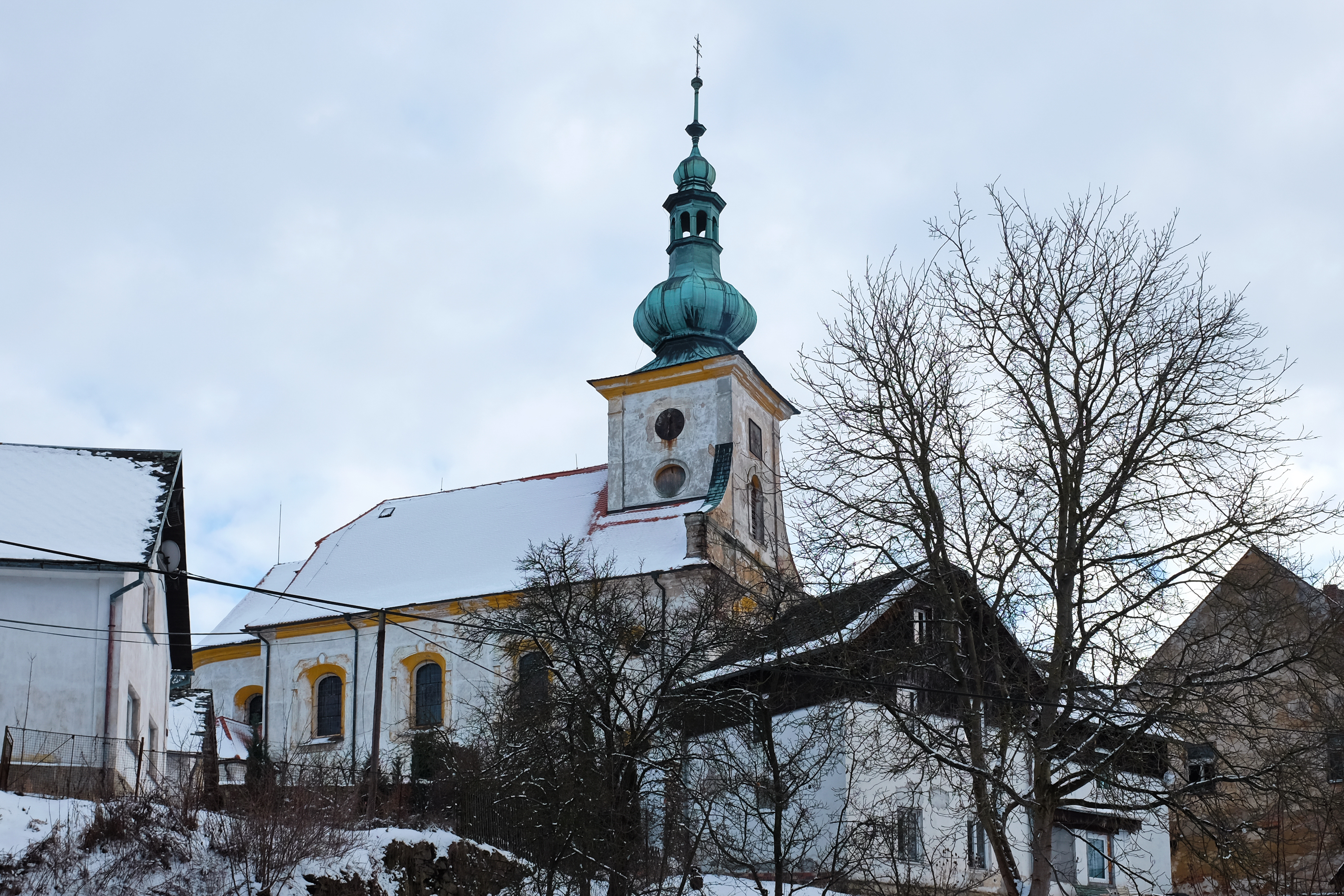
Kostel svatého Jiří a Jiljí
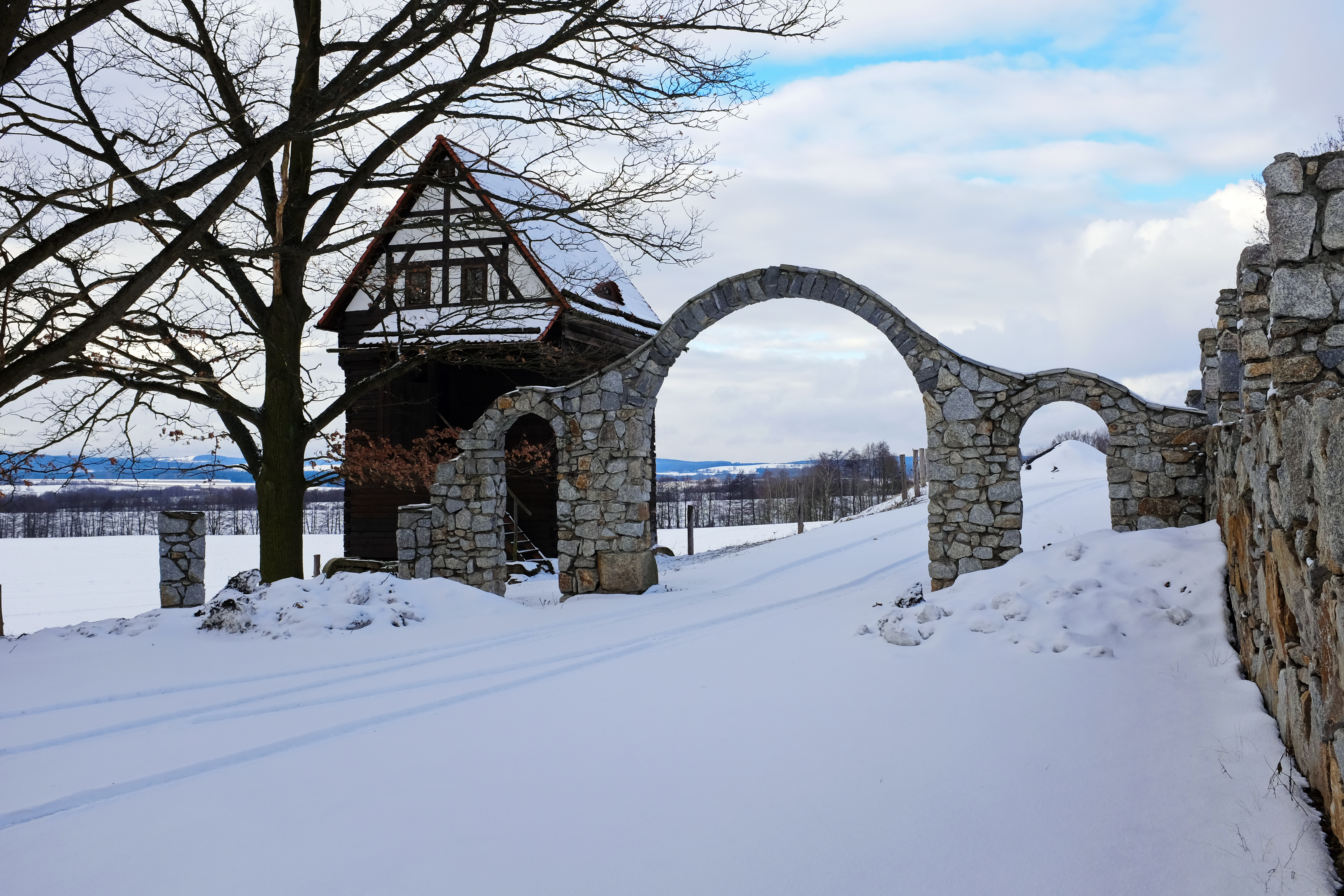
Věžová sýpka
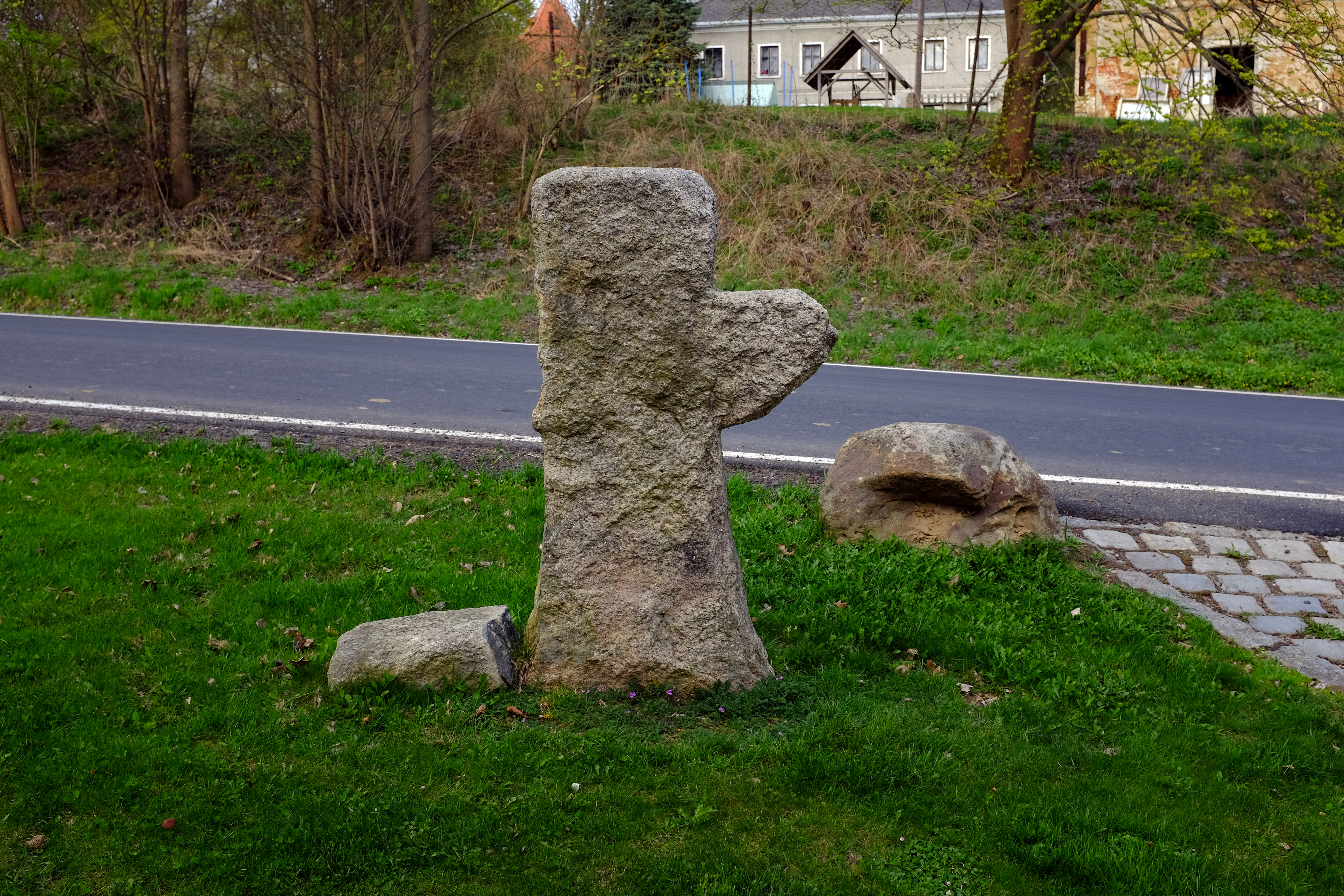
Smírčí kříž
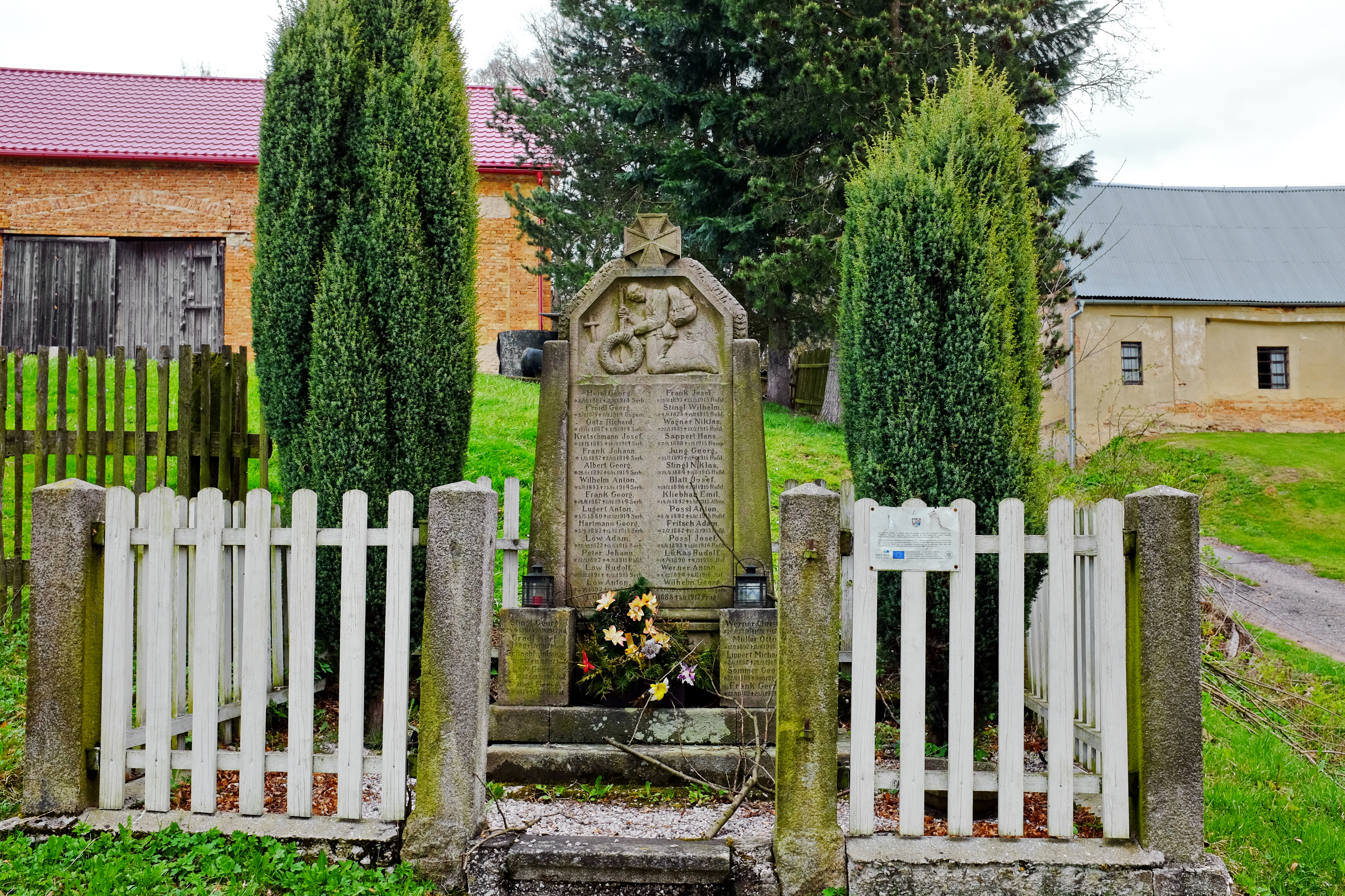
Pomník obětem první světové války
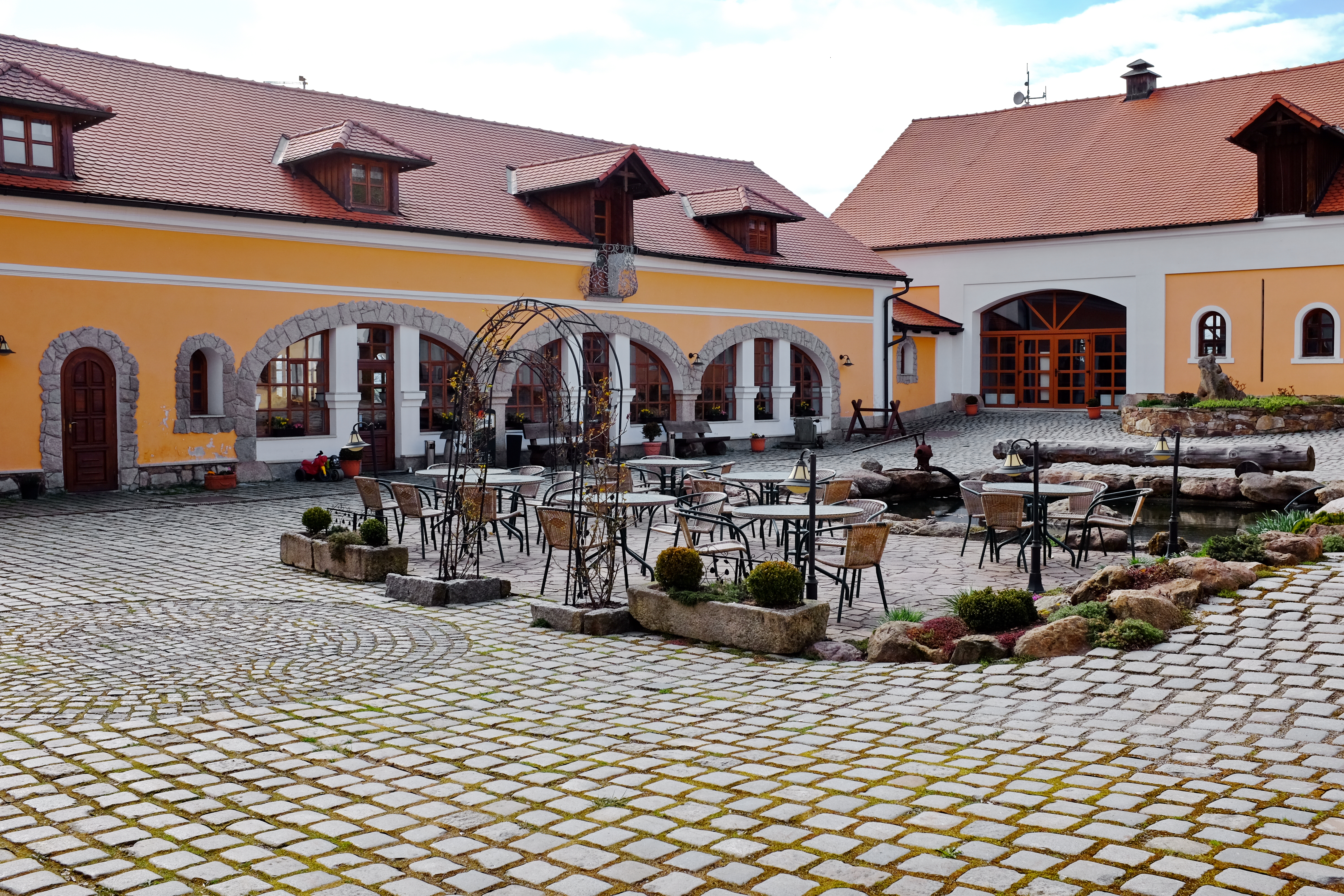
Penzion U Špejcharu
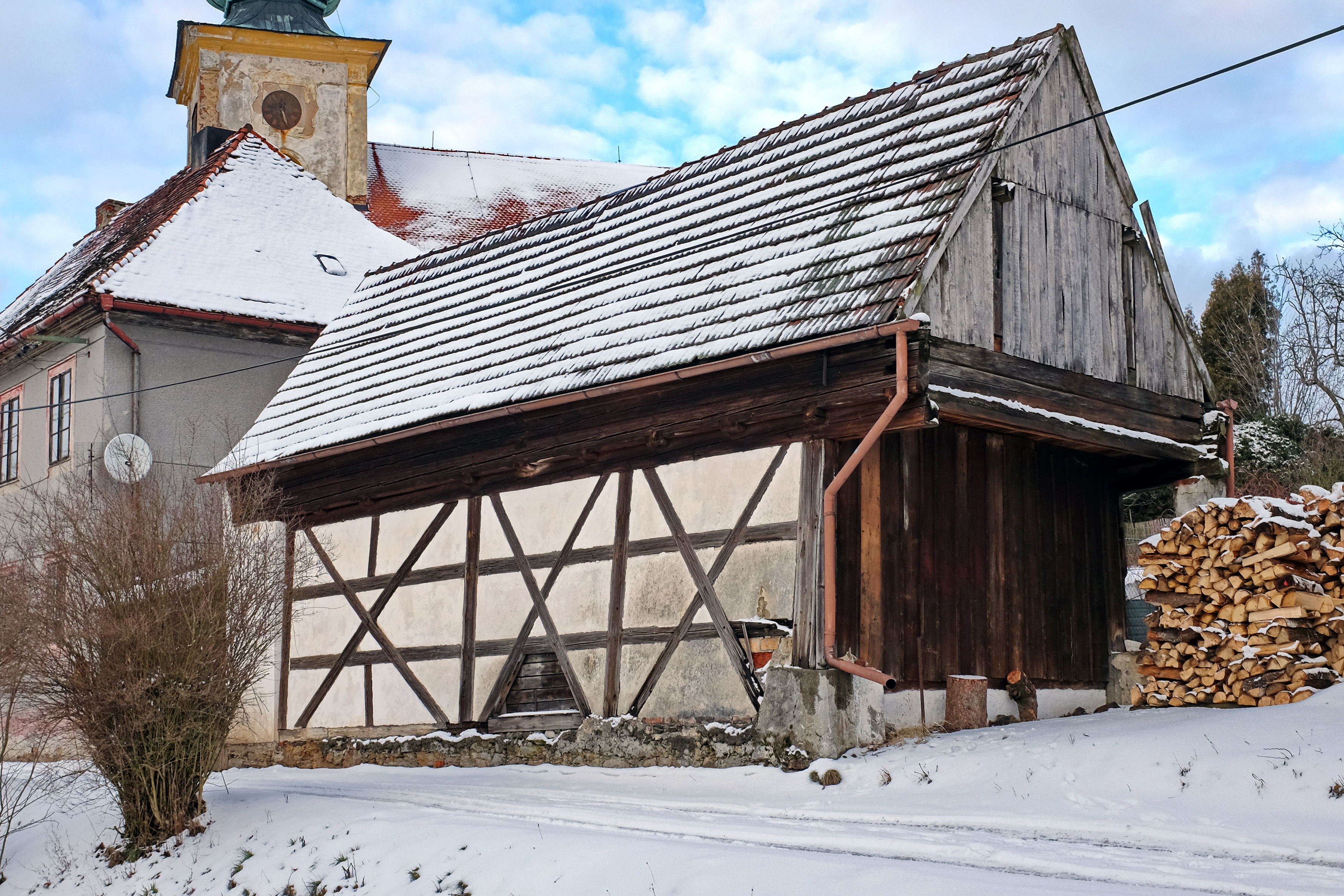
Hrázděná kolna vedle fary
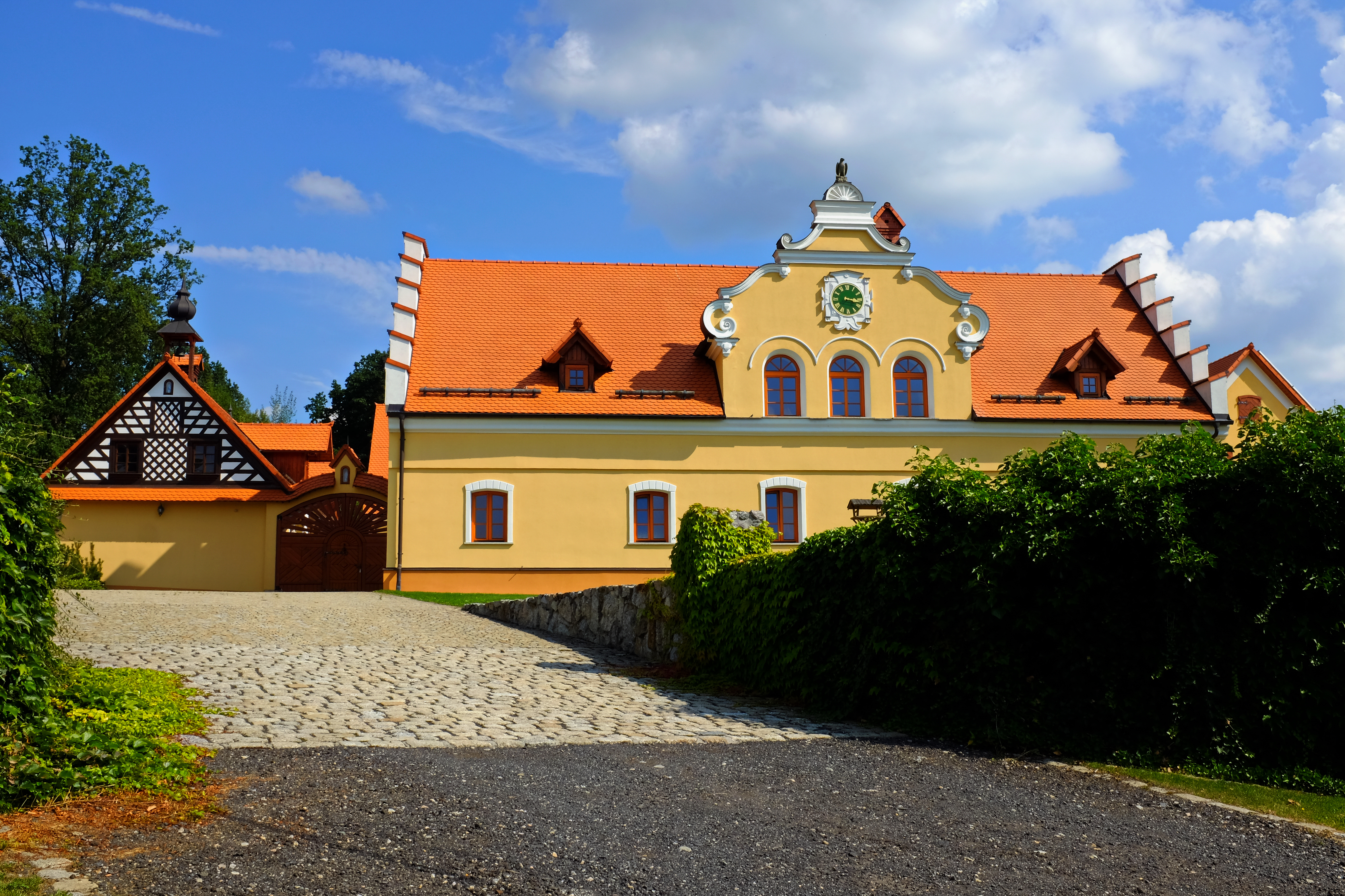
Usedlost uprostřed vesnice